# Ingvar Körberg
Ingvar Rudolf Körberg, född 27 augusti 1927 i Hallsbergs församling i Örebro län, är en svensk lärare och författare.
Efter folkskollärarexamen 1950  och akademiska studier arbetade Ingvar Körberg som lärare på Jära folkhögskola och Nordens Folkhögskola Biskops-Arnö. 1966 anställdes han hos Svenska sparbanksföreningen, där han bland annat under en tioårsperiod var chefredaktör för Tidningen Sparbankerna, sparbankernas officiella organ. Ingvar Körberg debuterade som författare 1965 och har skrivit biografier, läromedel och böcker i ekonomirelaterade ämnen. Framför allt har han forskat i sparbankernas historia och publicerat flera böcker i ämnet.
Körberg var gift första gången 1952–1962 med slöjdläraren Birgitta Gustavsson (1933–2010). Andra gången var han gift 1963–1978 med Märta Bengtsson (1929–1999), vars barn Tommy (född 1948), Anne-Mi (1955–1999) och Rosa (född 1961) fick sin styvfars efternamn och adopterades av Körberg. Tredje gången gifte han sig 1987 med skulptören Ulrika Thunstedt (född 1935).